# 鄒嶧
鄒嶧（1829年6月2日—？年），字學孟，號魯山，派名維垣，號樹豐，行一。四川省重慶府巴縣城南居義里忠興鄉清風漕人，道光九年五月初一日（1829年6月2日）生，附生，民籍，咸豐五年（1855年）乙卯科舉人，同治十年（1871年）辛未科三甲第179名進士。

## 家世簡歷[2]
- 原籍江西省吉安府吉水縣，清初入蜀。
- 辛亥恩科本省鄉試中式第20名，辛未科大挑二等，會試中式第300名，殿試三甲一百二十九名，朝考二等第三十八名，欽點即用知縣分發湖北。
- 光緒五年任湖北咸豐縣知縣[3]，在官二年丁憂去。歸裡後，先後主講歸儒、字水兩書院，年逾七十卒。[4]